# Chatyr-Tau
Chatyr-Tau (em russo:  Чатыр-Тау, transl. Chatyr-Tau, pronúncia russa: [ʃʌtərˈtaʊ]; em tártaro:  Чатыр-тау, Шатёр-гора, tártaro: [ɕʌˌtɯrˈtɑʊ]) é um planalto e reserva natural estadual perto de Aznakayevo, Tartaristão, Rússia com 321,7 m de altitude, sendo um dos pontos mais altos da República do Tartaristão. A montanha é um monumento natural do Tartaristão desde 1972.
Chatyr-Tau é frequentemente designado em mapas geográficos como um cume (o único no Tartaristão), mas na sua origem está um butte, ou seja, a paisagem tomou a forma de um cume não por causa de elevações tectónicas, mas devido à erosão dos vales circundantes.